# Margarete

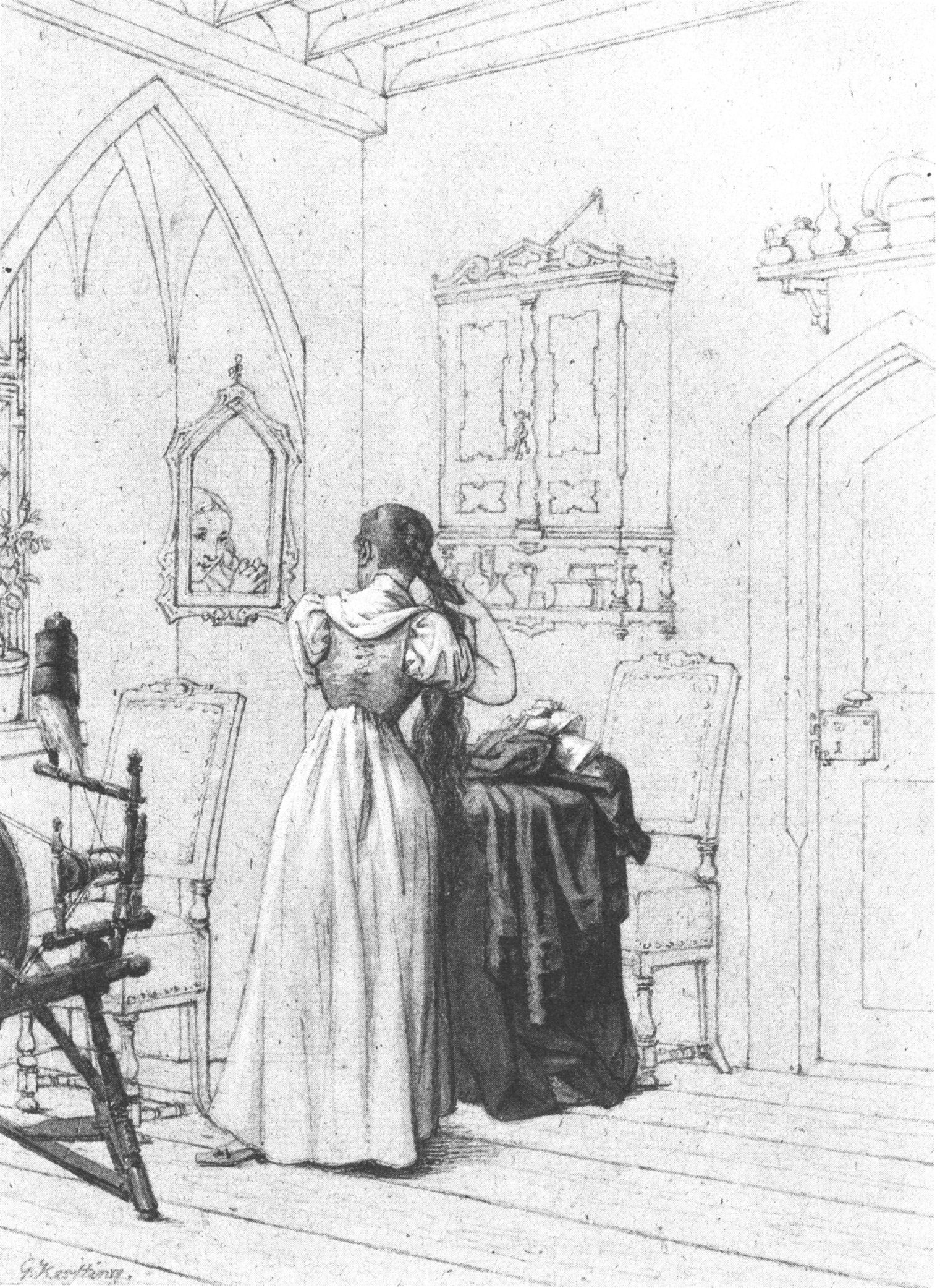
„Gretchen vor dem Spiegel“ (Georg Friedrich Kersting, 1827)

Margarete oder Margarethe (auch Margretha und Margrete) ist ein weiblicher Vorname.

## Herkunft und Bedeutung
Der Name Margarete wird vom altgriechischen μαργαρίτης margarítēs „Perle“ abgeleitet, was vermutlich persischen Ursprungs ist (vgl. مُرواريد Murvarid „Perle“).

## Verbreitung
Der Name Margarete ist überwiegend im deutschen Sprachraum geläufig.
In Deutschland gehörte Margarete bis in die 1920er Jahre hinein zu den beliebtesten Mädchennamen, danach sank die Popularität des Namens immer weiter. In den 1980er Jahren geriet der Name außer Mode. Seit den 2010er Jahren wird er wieder häufiger vergeben, ist jedoch nach wie vor sehr selten. Im Jahr 2020 belegte er Rang 395 der Hitliste, im Jahr 2021 schaffte er es nicht unter die 500 meistvergebenen Mädchennamen.

## Varianten
- Albanisch: Margarita
- Armenisch: Մարգարիտ Margarid, Margarit
- Belarussisch: Маргарыта Marharyta
- Bulgarisch: Маргарита Margarita
- Dänisch: Margit, Margrethe, Merete
  - Diminutiv: Grete, Grethe, Meta, Mette, Rita
- Deutsch: Margareta, Margaretha, Margarethe, Margit, Margitta, Margrit
  - Diminutiv: Greta, Grete, Gretel, Marga, Meta, Rita
- Englisch: Margaret, Margaretta, Margery, Marjorie, Marjory
  - Irisch: Máighréad, Máiréad, Mairéad
  - Manx: Margaid
    - Diminutiv: Paaie

  - Schottisch-Gälisch: Maighread, Mairead, Marsaili
    - Diminutiv: Peigi

  - Walisisch: Marged, Mererid
    - Diminutiv: Mared, Megan

  - Diminutiv: Greta, Gretchen, Jorie, Mae, Maggie, Maisie, Mamie, Marge, Margo, May, Megan, Midge, Peggy, Retha, Rita
- Estnisch: Maret, Margareeta, Margit, Merit
  - Diminutiv: Mare, Marge, Reet, Rita
- Finnisch: Maarit, Margareeta, Margareta, Marketta
  - Diminutiv: Reeta, Reetta
- Französisch: Marguerite
  - Diminutiv: Margaux, Margot, Mégane
- Griechisch: Μαργαρίτα Margaríta
- Hebräisch: מַרְגָלִית margālît, מַרְגָלִיתָה margālîtâ
- Isländisch: Margrét
  - Diminutiv: Gréta
- Italienisch: Margherita
  - Latein: Margarita
  - Diminutiv: Greta, Rita
- Kroatisch: Margareta
- Lettisch: Margarita
  - Diminutiv: Rita
- Litauisch: Margarita
  - Diminutiv: Greta, Rita
- Niederländisch: Margaretha, Margreet, Margriet, Marit
  - Diminutiv: Greet, Greetje, Griet, Marga
    - Afrikaans: Retha
- Norwegisch: Margit, Margrethe, Marit, Marita, Merete
  - Diminutiv: Grete, Grethe, Mette, Rita
- Polnisch: Małgorzata
  - Diminutiv: Gosia, Greta, Małgosia, Marzena
- Portugiesisch: Margarida
  - Diminutiv: Rita
- Rumänisch: Margareta
- Russisch: Маргарита Margarita
- Schwedisch: Margareta, Margaretha, Margit, Marit, Marita, Merit
  - Diminutiv: Greta, Märta, Märtha, Meta, Rita
- Slowakisch: Margaréta, Margita
- Slowenisch: Margareta, Marjeta
  - Diminutiv: Meta
- Spanisch: Margarita
  - Katalanisch: Margarida
  - Diminutiv: Rita
- Tschechisch: Margita, Markéta
  - Diminutiv: Gita
- Ukrainisch: Маргарита Marharyta
- Ungarisch: Margaréta, Margit
  - Diminutiv: Gitta, Gréta, Rita

## Namenstag
Als Namenstag sind folgende Tage möglich:
- 18. Januar: nach Margareta von Ungarn, Tochter von König Béla IV. von Ungarn
- 22. Februar: nach Margarita von Cortona, Ordensfrau
- 28. Mai: nach Margaret Pole, 8. Countess of Salisbury
- 20. Juni: nach Margareta Ebner, Mystikerin
- 20. Juli: nach Margareta von Antiochia, frühchristliche Märtyrin
- 16. Oktober: nach Margareta Maria Alacoque, Mystikerin
- 29. Oktober: nach Margarete von Hohenfels, Benediktinerin
- 16. November: nach Margareta von Schottland, Königin
- 23. Dezember: nach Maria Margareta Dufrost de Lajemmerais, Ordensgründerin

## Bekannte Namensträger
Übersichten:
- Liste von Adligen namens Margarete – dort auch zu Herrscherinnen

### Margarete

#### Einzelname
- Margarete von Navarra (1128–1183), Königin und Regentin von Sizilien
- Margarete von Kleve († n. 1184), Tochter Dietrichs II. von Kleve, Ehefrau von Ludwig III.
- Margarete I. († 1194), Gräfin von Flandern
- Margarete von Frankreich (1158–1197), Tochter Ludwigs VII. von Frankreich
- Margarete von Blois (≈1170–1230), Gräfin von Blois und Châteaudun
- Margarete II. (1202–1280), Gräfin von Flandern und Hennegau
- Margarete von Henneberg (1234–1276), Gräfin von Henneberg
- Margarete von Frankreich (1254–1271), Tochter Ludwigs IX. von Frankreich
- Margarete (1283–1290), schottische Königin
- Margarete von Kleve († nach 1348) (≈1310 – n. 1348), Tochter Dietrichs VII. von Kleve, Ehefrau von Adolf II. von der Mark
- Margarete von Frankreich (≈1312–1382), Tochter Philipps V. von Frankreich
- Margarete III. (1350–1405), Gräfin von Flandern, Artois, Nevers, Rethel, Freigräfin von Burgund, Herzogin von Brabant und Limb
- Margarethe I. von Masowien (1353/56–1410), polnische Prinzessin und pommersche Fürstin
- Margarete von Bayern (1363–1423), Tochter Albrechts I. von Bayern-Straubing-Holland und Ehefrau Johanns von Burgund
- Margarete von der Pfalz (1376–1434), Herzogin von Lothringen
- Margarete von Kleve († 1411) (≈1375–1411), Tochter Adolfs III. von der Mark, Ehefrau von Albrecht I. von Straubing-Holland
- Margarete von Brandenburg (1410–1465), Prinzessin von Brandenburg, Herzogin zu Mecklenburg und von Bayern-Ingolstadt
- Margarete von Kleve (1416–1444), Tochter Adolfs II. von Kleve-Mark, Ehefrau von Wilhelm III. von Bayern-München und von Ulrich V. von Württemberg
- Margarete von Baden (1431–1457), Markgräfin von Baden
- Margarete von Bayern (1442–1479), Tochter Albrechts III. von Bayern-München und Ehefrau Federico Gonzagas
- Margarete von Brandenburg (1449/50–1489), Prinzessin von Brandenburg, Herzogin von Pommern
- Margarete von Castell († 1492), deutsche Pröpstin im Stift Essen
- Margarete von Brandenburg (1453–1509), Prinzessin von Brandenburg, Äbtissin des Klosters Hof
- Margarete von Bayern (1456–1501), Tochter Ludwigs IX. von Bayern-Landshut und Ehefrau Philipps von der Pfalz
- Margarete von Österreich (1480–1530), Statthalterin der habsburgischen Niederlande, Tochter von Maximilian I., Ehefrau von Fürst Juan von Asturien und von Herzog Philibert II. von Savoyen
- Margarete von Bayern (1480–1531), Tochter Georgs von Bayern-Landshut und Äbtissin in Neuburg an der Donau
- Margarete von Navarra (1492–1549), französische Schriftstellerin, Ehefrau von König Heinrich II. von Navarra
- Margarete von Valois (1553–1615), Königin von Frankreich und Navarra

#### Vorname

##### A
- Margarete Aburumieh (* 1951), österreichische Politikerin
- Margarete Adam (1885–1946), deutsche Hochschullehrerin
- Margarete Adler (1896–1990), österreichische Schwimmerin
- Margarete Aurin (1897–1989), deutsche Kindergärtnerin und Montessori-Pädagogin

##### B
- Margarete Bause (* 1959), deutsche Politikerin (Grüne)
- Margarete Behm (1860–1929), deutsche Politikerin (DNVP)
- Margarete Benda († 1940), deutsche Schriftstellerin und Schauspielerin
- Margarete zur Bentlage (1891–1954), deutsche Schriftstellerin
- Margarete Berent (1887–1965), deutsche Juristin
- Margarete Berger-Heise (1911–1981), deutsche Politikerin (SPD)
- Margarete Beutler (1876–1949), Dichterin, Schriftstellerin
- Margarete Bieber (1879–1978), deutsche Archäologin und Hochschullehrerin
- Margarete Blank (1901–1945), deutsche Ärztin
- Margarete Blarer (1494–1541), deutsche Diakonisse und Reformerin
- Margarete Boie (1880–1946), deutsche Autorin
- Margarete Boos (* 1954), deutsche Psychologin
- Margarete Bothe (1914–1945), deutsche Volksschullehrerin und Historikerin
- Margarete Bruch (1882–1963), deutsche Schriftstellerin
- Margarete Bruns (1873–1944), deutsche Schriftstellerin
- Margarete Buber-Neumann (1901–1989), deutsche Publizistin
- Margarete Bucklin, Angeklagte in einem Hexenprozess
- Margarete Buscher (1938–1991), deutsche Sprinterin und Mittelstreckenläuferin

##### D
- Margarete Dessoff (1874–1944), deutsche Chorleiterin und Gesangslehrerin
- Margarete Dierks (1914–2010), deutsche Journalistin und Literatin
- Margarete Dörr (1928–2014), deutsche Geschichtsdidaktikerin und Historikerin
- Margarete Düren (* 1904), deutsche Opernsängerin

##### E
- Margarete Engländer (1895–1984), deutsche Politikerin (CDU)
- Margarete van Ess (* 1960), deutsche Vorderasiatische Archäologin

##### F
- Margarete Fischer-Bosch (1888–1972), deutsche Politikerin
- Margarete Franke (1909–2011), deutsche Innenarchitektin und Künstlerin

##### G
- Margarete von Galen (* 1955), deutsche Juristin
- Margarete Gramberg (1895–1968), deutsche Politikerin
- Margarete Grow, deutsche Schönheitskönigin, Tänzerin und Fotomodell
- Margarete Gröwel (1899–1979), deutsche Politikerin
- Margarete Gutöhrlein (1884–1958), deutsche Kinderdorfgründerin

##### H
- Margarete Haagen (1889–1966), deutsche Schauspielerin
- Margarete Hannsmann (1921–2007), deutsche Schriftstellerin
- Margarete Hauptmann (1875–1957), deutsche Geigerin und Schauspielerin
- Margarete Herzberg (1921–2007), deutsche Opernsängerin
- Margarete Heymann (1899–1990), deutsche Keramik-Designerin
- Margarete Hilferding (1871–1942), österreichische Ärztin und Individualpsychologin
- Margarete von Hindenburg (1897–1988), Schwiegertochter von Paul von Hindenburg
- Margarete Hoell (1909–1986), deutsche Widerstandskämpferin
- Margarete Hütter (1909–2003), deutsche Diplomatin und Politikerin (FDP)

##### J
- Margarete Jäger (* 1951), deutsche Sprachwissenschaftlerin
- Margarete Jahrmann (* 1967), österreichische Medienkünstlerin und Kunsttheoretikerin
- Margarete Jehn (1935–2021), deutsche Schriftstellerin und Liedermacherin
- Margarete Joswig, deutsche Mezzosopranistin
- Margarete Junge (1874–1966), deutsche Designerin

##### K
- Margarete Kaufmann (1908–1942), deutsche Widerstandskämpferin
- Margarete Gräfin Keyserlingk (1879–1958), deutsche Frauenrechtlerin
- Margarete Klose (1899–1968), deutsche Sängerin
- Margarete Kriz-Zwittkovits (* 1959), österreichische Politikerin (ÖVP)
- Margarete Kühn (1902–1995), deutsche Kunsthistorikerin
- Margarete Kupfer (1881–1953), deutsche Schauspielerin

##### L
- Margarete Landenberger (* 1950), deutsche Gesundheits- und Pflegewissenschaftlerin, Hochschullehrerin
- Margarete Langkammer (1866–1922), deutsche Schauspielerin und Schriftstellerin
- Margarete Lenk (1841–1917), deutsche Schriftstellerin
- Margarete Lenz (1899–1986), deutsche Sozialpolitikerin und Diplomatin
- Margarete Lindau-Schulz (1878–1965), deutsche Schriftstellerin, Drehbuchautorin und Regisseurin

##### M
- Margarete Metzner (1899–1968), deutsche Eiskunstläuferin
- Margarete Meusel (1897–1953), deutsche Fürsorgerin und Gerechte unter den Völkern, siehe Marga Meusel
- Margarete Mewes (1914–1998), deutsche KZ-Aufseherin
- Margarete Michaelson (1872–1924), deutsche Schriftstellerin
- Margarete Mitscherlich (1917–2012), deutsche Psychoanalytikerin, Medizinerin und Autorin
- Margarete Mrosek (1902–1945), deutsche Widerstandskämpferin
- Margarete Müller (1887–1958), deutsche Politikerin (CDU), MdL Mecklenburg-Vorpommern
- Margarete Müller (1921–2011), deutsche Gewerkschafterin und Politikerin (SED)
- Margarete Müller (1931–2024), deutsche Politikerin (SED)
- Margarete Müller (* 1956), deutsche Managerin in der Finanzwirtschaft
- Margarete Müller-Henning (1924–2015), deutsche Schriftstellerin, Lyrikerin und Dolmetscherin ukrainischer Herkunft

##### N
- Margarete Neumann (1912–1946), österreichische Sprinterin, siehe Grete Neumann
- Margarete Neumann (1917–2002), deutsche Schriftstellerin und Lyrikerin
- Margarete Buber-Neumann (1901–1989), deutsche Publizistin
- Margarete Niggemeyer (1932–2020), deutsche Religionspädagogin und Hochschullehrerin

##### O
- Margarethe Oppenheimer (1892–1942), deutsche Pädagogin, Waisenhausleiterin und NS-Opfer

##### P
- Margarete Paulick (1869–1964), deutsche Autorin und Librettistin

##### R
- Margarete Rabe (* 1923), deutsche KZ-Aufseherin
- Margarete Raunert (1895–1994), deutsche Autorin
- Margarete Roderig (* 1957), deutsche Politikerin (CDU)
- Margarete Rudoll (1906–1979), deutsche Politikerin (SPD)

##### S
- Margarete Scheel (1881–1969), deutsche Bildhauerin und Keramikgestalterin
- Margarete Schick (1773–1810), deutsche Sopranistin
- Margarete Schlegel (1899–1987), deutsche Schauspielerin
- Margarete Schön (1895–1985), deutsche Schauspielerin
- Margarete Schramböck (* 1970), österreichische Managerin und Politikerin (ÖVP)
- Margarete Schütte-Lihotzky (1897–2000), österreichische Architektin
- Margarete von Schwerin (* 1952), deutsche Juristin, Oberlandesgerichts-Präsidentin
- Margarete Seemann (1893–1949), österreichische Kinderbuchautorin
- Margarete Sommer (1893–1965), deutsche Sozialarbeiterin und Gerechte unter den Völkern
- Margarete Sorg-Rose (* 1960), deutsche Komponistin, Dirigentin, Musikhistorikerin und Autorin
- Margarete Späte (* 1958), deutsche Politikerin (CDU) und Bildhauerin
- Margarete Steffin (1908–1941), deutsche Schauspielerin und Schriftstellerin
- Margarete Steiff (1847–1909), deutsche Unternehmerin
- Margarete Steinborn (1893–1957), deutsche Filmeditorin
- Margarete Stinnes (1840–1911), deutsche Stifterin der Augenheilanstalt Mülheim an der Ruhr
- Margarete Stöger-Steiner von Steinstätten (1893–1969), österreichische Verlegerin, Erzählerin und Frauenrechtlerin
- Margarete Susman (1872–1966), deutsche Philosophin, Journalistin und Poetin

##### T
- Margarete Taudte (1920–2009), deutsche Schauspielerin
- Margarete Teschemacher (1903–1959), deutsche Opernsängerin (Sopran)
- Margarete Thiemann (1909–1950), deutsche Malerin
- Margarete Tietz (1887–1972), deutsch-US-amerikanische Sozialfürsorgerin und Mäzenatin
- Margarete Trappe (1884–1957), deutsch-britische Großwildjägerin
- Margarete Tröstl (1911–2025), österreichische Altersrekordlerin
- Margarete Turnowsky-Pinner (1884–1982), deutsch-israelische Sozialarbeiterin und Autorin

##### V
- Margarete Verstegen (1929–2008), deutsche Politikerin (CDU), MdL

##### W
- Margarete Weinhandl (1880–1975), österreichisch-deutsche Schriftstellerin, Erzählerin, Lyrikerin und Lehrerin
- Margarete Weißkircher (1460–1500), Lebensgefährtin des Grafen Philipp I. von Hanau-Münzenberg
- Margarete Wengels (1856–1931), deutsche Sozialistin
- Margarete Wietholz (1869–1916), deutsche Schriftstellerin
- Margarete Windthorst (1884–1958), deutsche Schriftstellerin
- Margarete Wittber (1898–1964), deutsche Lehrerin und Schriftstellerin
- Margarete Wittkowski (1910–1974), deutsche Wirtschaftswissenschaftlerin und Politikerin (KPD, SED)
- Margarete von Wrangell (1877–1932), deutsch-baltische Agrikulturchemikerin und Hochschullehrerin

##### Z
- Margarete Zabe (1877–1963), deutsche Politikerin (SPD)
- Margarete Ziegler-Raschdorf (* 1951), deutsche Politikerin (CDU)

### Margarethe

#### Einzelname
- Margarethe von Frankreich (1282–1318), Tochter von Philipp III. von Frankreich
- Margarethe I. (1311–1356), Kaiserin des Heiligen Römischen Reiches, Gräfin von Holland, Seeland und Friesland
- Margarethe von Luxemburg (1335–1349), Königin von Ungarn und Kroatien
- Margarethe von Durazzo (1347–1412), Königin von Ungarn und von Neapel
- Margarethe I. (1353–1412), Gründerin der Kalmarer Union
- Margarethe von Hanau (1411–1441), Tochter von Graf Reinhard II. von Hanau
- Margarethe von Hanau (1432–1457), Frau von Graf Reinhard III. von Hanau, siehe Margarethe von Pfalz-Mosbach
- Margarethe von Hanau (1452–1467), Tochter von Graf Reinhard III. von Hanau
- Margarethe von Hanau-Lichtenberg (1463–1504), Tochter von Graf Philipp I. von Hanau-Lichtenberg* Margarethe von Merwitz († 1469), Äbtissin
- Margarethe von Savoyen (1420–1479), Königin von Sizilien, Pfalzgräfin und württembergische Gräfin
- Margarethe von Schottland (1424–1445), Tochter von Jakob I. Stewart, durch Heirat französische Prinzessin
- Margarethe von Pfalz-Mosbach (1432–1457), Gräfin von Hanau
- Margarethe von Dänemark (1456–1486), dänische Prinzessin, Königin von Schottland
- Margarethe von Münsterberg (1473–1530), schlesische Prinzessin aus dem Haus Münsterberg, durch Heirat Fürstin von Anhalt
- Margarethe von der Saale (1522–1566), Ehefrau von Landgraf Philipp von Hessen
- Margarethe von Parma (1522–1586), Tochter von Kaisers Karl V.
- Margarethe von Österreich (1536–1567), Tochter von Ferdinand I., Nonne im Haller Damenstift
- Margarethe von Dietz (1544–1608), Gräfin
- Margarethe von Döhlau († 1569), Äbtissin
- Margarethe von Schönberg († 1580), sächsische Adlige und Wohltäterin
- Margarethe von Braunschweig-Lüneburg (1573–1643), Herzogin von Sachsen-Coburg
- Margarethe von Italien (1851–1926), Königin von Italien
- Margarethe Klementine von Österreich (1870–1955), Erzherzogin von Österreich und Fürstin von Thurn und Taxis
- Margarethe von Preußen (1872–1954), deutsche Adlige

#### Vorname
- Margarethe von Alvensleben (1840–1899), deutsche Äbtissin
- Margarethe Arndt-Ober (1885–1971), deutsche Opernsängerin
- Margarethe Bacher (1934–2005), deutsche Köchin
- Margarethe Bernbrunn (1788–1861), deutsche Sopranistin, Schauspielerin und Schriftstellerin
- Margarethe Billerbeck (* 1945), Schweizer Altphilologin
- Margarethe von Bülow (1860–1884), deutsche Autorin
- Margarethe Cammermeyer (* 1942), US-amerikanische Soldatin und Lesben-Aktivistin
- Margarethe Dux (1914–2006), österreichische Schauspielerin
- Margarethe Faas-Hardegger (1882–1963), Schweizer Frauenrechtlerin und Gewerkschafterin
- Margarethe Francksen-Kruckenberg (1890–1975), deutsche Malerin und Kunstgewerblerin
- Margarethe Geiger (1783–1809), deutsche Malerin, Zeichnerin und Grafikerin
- Margarethe Hauschka (1896–1980), deutsche Ärztin und Anthroposophin
- Margarethe Hochleitner (* 1950), österreichische Medizinerin
- Margarethe Hormuth-Kallmorgen (1857–1916), deutsche Malerin und Grafikerin
- Margarethe Jonas (1783–1858), deutsche Bildstickerin und Malerin
- Margarethe Krieger (1936–2010), deutsche Kunsthistorikerin, Grafikerin und Illustratorin
- Margarethe Krojer (* 1954), österreichische Politikerin (Grüne), Burgenländische Landtagsabgeordnete
- Margarethe Krupp (1854–1931), Ehefrau von Friedrich Alfred Krupp, treuhänderische Konzernleiterin, Stiftungsgründerin
- Margarethe Lachmund (1896–1985), deutsche Widerstandskämpferin und Friedensaktivistin
- Margarethe Meyer-Schurz (1833–1876), Gründerin des ersten Kindergartens in den USA
- Margarethe Nimsch (* 1940), deutsche Politikerin (Die Grünen)
- Margarethe Noé von Nordberg (1905–1995), österreichische Schauspielerin
- Margarethe Ottilinger (1919–1992), österreichische Beamtin und Managerin
- Margarethe von Oven (1904–1991), deutsche Widerstandskämpferin
- Margarethe Quidde (1858–1940), deutsche Musikerin und Autorin
- Margarethe Raabe (1863–1947), deutsche Malerin
- Margarethe von Reinken (1877–1962), deutsche Malerin
- Margarethe Schreinemakers (* 1958), deutsche Fernsehmoderatorin
- Margarethe Siems (1879–1952), deutsche Opernsängerin
- Margarethe Starrmann (1892–1953), deutsche Politikerin, Referentin in Sächsischen Ministerien und Reichstagsabgeordnete
- Margarethe Steinhäuser (1874–1955), Landtagsabgeordnete Volksstaat Hessen
- Margarethe Stonborough-Wittgenstein (1882–1958), Bauherrin des Hauses Wittgenstein in Wien
- Margarethe von Trotta (* 1942), deutsche Regisseurin und Drehbuchautorin
- Margarethe Vater (1898–?), deutsche Pädagogin
- Margarethe Weikert (* 1914), österreichische Skirennläuferin
- Margarethe von Winterfeldt (1902–1978), deutsche Gesangspädagogin
- Margarethe von Witzleben (1853–1917), Begründerin der Schwerhörigenbewegung in Deutschland
- Margarethe Wöhrmann (1900–1989), deutsche Politikerin der SPD (Hamburg)

#### Zwischenname
- Susanna Margarethe von Anhalt-Dessau (1610–1663), deutsche Adlige
- Sibylle Margarethe von Brieg (1620–1657), schlesische Adlige
- Maria Margarethe Danzi (1768–1800), deutsche Sopranistin und Komponistin

### Margarita

#### Einzelname
- Margarita Theresa von Spanien (1651–1673), spanische Prinzessin, als Frau von Leopold I. römisch-deutsche Kaiserin
- Margarita von Griechenland (1905–1981), älteste Tochter des Prinzen Andreas von Griechenland und Dänemark
- Margarita de Borbón (* 1939), jüngste Schwester des spanischen Königs Juan Carlos I.

#### Vorname
- Margarita Abella Caprile (1901–1960), argentinische Schriftstellerin
- Margarita Aliger (1915–1992), russisch-sowjetische Lyrikerin
- Margarita Betowa (* 1994), russische Tennisspielerin
- Margarita Breitkreiz (* 1980), deutsche Schauspielerin
- Margarita Broich (* 1960), deutsche Film- und Theaterschauspielerin und Fotografin
- Margarita De Arellano (* 1988), US-amerikanische Opernsängerin
- Margarita Dimov, usbekische Violinistin und Violinpädagogin
- Margarita Doulowa (* 1972), kasachische Biathletin
- Margarita Drobiazko (* 1971), litauische Eiskunstläuferin
- Margarita Fofanowa (1883–1976), russische Bolschewikin
- Margarita Fomina (* 1988), russische Curlerin
- Margarita Fullana (* 1972), spanische Radsportlerin
- Margarita Gidion (* 1994), deutsche Fußballspielerin
- Margarita Gonzaga (1591–1632), italienische Adlige aus dem Haus Gonzaga
- Margarita Gritskova (* 1987), russische Opern- und Liedsängerin
- Margarita Grun (* 1954), uruguayische Leichtathletin
- Margarita Krinizyna (1932–2005), sowjetisch-ukrainische Schauspielerin
- Margarita Lecuona (1910–1981), kubanische Sängerin und Komponistin
- Margarita Levieva (* 1980), US-amerikanische Schauspielerin
- Margarita Lilowa (1935–2012), bulgarisch-österreichische Opernsängerin
- Margarita María López de Maturana (1884–1934), katholische Ordensschwester, 2006 seliggesprochen
- Margarita Luna García (1921–2016), dominikanische Pianistin und Komponistin
- Margarita Marbler (* 1975), österreichische Freestyle-Skiläuferin
- Margarita Mathiopoulos (* 1956), deutsche Unternehmerin, Historikerin und Politikwissenschaftlerin
- Margarita Mayer (* 1949), deutsche Professorin für Politikwissenschaft
- Margarita Miglau (1926–2013), sowjetische Opernsängerin
- Margarita Miķelsone (* 1982), lettische Badmintonspielerin
- Margarita Pellegrin (1940–2016), deutsche Malerin und Grafikerin
- Margarita Percovich (* 1941), uruguayische Politikerin
- Margarita Ponomarjowa (1963–2021), russische Hürdenläuferin
- Margarita Popowa (* 1956), bulgarische Juristin und Politikerin
- Margarita Primas (1935–2025), Schweizer Prähistorikerin
- Margarita Rudenko (1926–1976), russische Philologin
- Margarita von Rumänien (* 1949), älteste Tochter von Michael I. von Rumänien, dem letzten rumänischen König
- Margarita Scharowa (1925–2019), sowjetische Schauspielerin
- Margarita Simonjan (* 1980), russische Fernsehjournalistin
- Margarita Stāraste (1914–2014), sowjetische bzw. lettische Kinderbuchautorin und Illustratorin
- Margarita Starkevičiūtė (* 1956), litauische Politikerin
- Margarita Tapia (* 1976), mexikanische Langstreckenläuferin
- Margarita Terechowa (* 1942), russische Schauspielerin
- Margarita Tupitsyn (* 1955), russische Kunsthistorikerin
- Margarita Woloschin (1882–1973), russische Malerin und Schriftstellerin
- Margarita Xhepa (1932–2025), albanische Schauspielerin
- Margarita Xirgu (1888–1969), katalanische Schauspielerin
- Margarita Žernosekova (* 1988), estnische Fußballspielerin

### Namensvariationen
- Margareta von Antiochia († um 305), Märtyrin an der Wende vom 3. zum 4. Jahrhundert
- Margareta Spörlin (1800–1882), elsässische Schriftstellerin
- Margaretha von Waldeck (1533–1554), Tochter des Grafen Philipp IV. von Waldeck-Wildungen, mögliche Vorlage für die Märchenfigur Schneewittchen
- Margaretha Reichardt (1907–1984), deutsche Textildesignerin
- Margherita de L’Épine, genannt la Margarita (ca. 1680–1746), Sopranistin des Barock, Händel-Interpretin
- Margherita Tega (* 2004), italienische Beachvolleyballspielerin
- Margherita Wallmann (1904–1992), deutsche Tänzerin, Choreographin, Bühnenbildnerin und Opernregisseurin
- Margreth Lünenborg (* 1963), deutsche Kommunikationswissenschaftlerin und Hochschullehrerin
- Meg Ryan (* 1961), US-amerikanische Filmschauspielerin
- Meg Stuart (* 1965), US-amerikanische Tänzerin und Choreographin

### Fiktive Personen, Tiere, Maskottchen
- Margrit, weiblicher Bonobo im Zoo Frankfurt
- Margarete, die Angebetete des Doktor Faust in Goethes Drama Faust (Gretchentragödie)
  - Margarete, der deutsche Titel der Oper Faust von Charles Gounod
- Der Meister und Margarita, Roman von Michail Bulgakow